# Jimmy Dixon
Jimmy Dixon, född 10 oktober 1981 i Tubmanburg, är en liberiansk tidigare fotbollsspelare, som spelade sex säsonger i Allsvenskan för klubbarna BK Häcken och Malmö FF. Han har även spelat tre säsonger för Manisaspor i Süper Lig.

## Karriär
Jimmy Dixon flyttade 1999 till Sverige för spel i Floda BoIF. Inför säsongen 2003 värvades Dixon till BK Häcken. I Häcken blev det två säsonger i Superettan följt av två säsonger i Allsvenskan. Under de två säsongerna i allsvenskan, 2005 och 2006, ansågs Dixon allmänt vara en av seriens absolut bästa mittbacksspelare. Då Häcken degraderades från allsvenskan övergick Dixon till spel i Malmö FF till säsongen 2007. 2009 gick han vidare till den turkiska klubben Manisaspor.
Dixon har spelat 24 landskamper för Liberia.
Sedan 2016 tränar Dixon Utbynäs SK P04-lag.